# 리처드 E. 벨먼
리처드 어니스트 벨먼(영어: Richard Ernest Bellman, 1920년 8월 29일–1984년 3월 19일)은 1953년 동적 계획법을 고안한 것으로 유명한 미국의 응용수학자이다.
벨먼은 브루클린 컬리지 수학과를 졸업했으며, 위스콘신 매디슨 대학교에서 석사과정을 마치고, 로스앨러모스 국립 연구소의 이론 물리학 분과 그룹에서 일했다. 이후 1946년 프린스턴 대학교에서 박사학위를 받고, 서던 캘리포니아 대학교의 교수와 미국 예술과학 아카데미의 펠로(1975년), 미국 공학 아카데미의 회원(1977년)을 지냈다. 1979년 IEEE 명예메달을 수여받았다.

## 같이 보기
- 벨먼 방정식
- 벨먼-포드 알고리즘
- 해밀턴-야코비-벨먼 방정식
- "차원의 저주" : 벨먼이 이름붙인 용어.